# بيتر زاك غير
بيتر زاك غير هو محامي وسياسي أمريكي، ولد في 24 أغسطس 1928 في كولكويت في الولايات المتحدة، وتوفي في 5 يناير 1997. نشط حزبياً في الحزب الديمقراطي. وقد انتخب عضو مجلس نواب جورجيا ‏.